# Sedam Nacija Kanade
Sedam Nacija Kanade (Seven Nations of Canada), u starim izvorima naziv dan za sedam indijanskih plemena koja su živjeli u donjoj (jugoistočnoj) Kanadi. Za ovih sedam plemena redom se navode Skighquan (Nipissing), Estjage (Saulteurs), Assisagh (Missisauga), Karhadage, Adgenauwe, Karrihaet i Adirondax (Algonquin). Karhadage, Adgenauwe i Karrihaet su ostali neidentificirani. 
Spominju se u N. Y. Doc. Col. Hist., IV, 899, 1854 i Mass. Hist. Soc. Coll. 3rd s., v, 78, 1836. ostali nazivi za njih u i Seven Castles, Seven nations of Indians inhabiting lower Canada, ' Seven Tribes ' on the River St. Lawrence